# ريسكورس (نورثامبتون)
الريسكورس (المعروف أيضًا باسم متنزة الريسكورس، (بالإنجليزية: The Racecourse)‏ الترجمة الحرفية: مسار السباق) هو منتزه مفتوح يقع في وسط نورثامبتون. يحتوي على ملاعب كرة القدم والرغبي والبولينغ العشبي والتنس والمزيد.و تحتوي الحديقة على العديد من المسارات التي تربط مناطق مختلفة وأكثر من 100 مصباح شوارع. ويحاط المتنزة محاط بالمناطق ماونتس وكينغزلي وسميلونغ.
نظرًا لارتباط مضمار السباق بتاريخ نورثهامبتون، فإنه يظل أحد المعالم الشهيرة في المدينة. عقد مضمار السباق اجتماعات منتظمة لسباق الخيل. لكن توقفت هذه الفعالية في عام 1904.

## الجغرافية
يقع الريسكورس على بعد حوالي 500 متر شمال وسط مدينة نورثهامبتون، ويضم حوالي 118 فدانًا من الحدائق ويضم ممرات مشاة عامة وغرفًا لتغيير الملابس ومساحات مفتوحة. يمكن الوصول إلى الريسكورس من الطرق الرئيسية طريق باراك (A508) وطريق كينغزلي (A5095) وطريق كترينغ (A5123). يمكن الوصول إليه أيضًا من شارع جورج افينيو (شمال غرب) وطريق كلوين وطريق ليستر.

## التاريخ
منذ عام 1632، عُقدت اجتماعات غير رسمية للسباق في نورثهامبتون هيث، الاسم الذي أُطلق في الأصل على المنطقة بما في ذلك مضمار السباق.  استمرت السباقات فيه حتى عام 1681، عندما تم إيقافها بسبب عدد الحوادث.
يُعتقد أن الحديقة قد تم استخدامها من 1778 إلى 1882 كمنطقة يتمتع فيها العامة بحقوق الرعي بموجب قانون الانكلوشر في 1778. بين هذه التواريخ كان يُعرف مضمار السباق ببساطة باسم فريمانز كومون. في عام 1882 عندما فقد المواطنون حقهم في رعي الماشية، تم بيع الأرض بموجب قانون شركة نورثهامبتون. ثم استخدم العامة الحديقة كمنطقة ترفيهية عامة.
استؤنفت اجتماعات السباق في عام 1727، بمساعدة اللورد سبنسر، وفي عام 1737، عُقد أول لقاء رسمي للسباق على المسار الجديد. حظيت السباقات بحضور جيد وكثيرًا ما زارها الملوك، بما في ذلك أمير ويلز إدوارد السابع الذي أصبح ملكا لاحقا. نصبت مدرجات جديدة في الموقع بتكلفة تزيد عن 2000 جنيه إسترليني في عام 1844.
كان اتجاه السباق في الريسكورس يسارا (عكس اتجاه عقارب الساعة). وتم إنشاء فندق في الركن الشمالي الشرقي من الحديقة، يقع الآن على زاوية طريق كينغزلي وكينغزلي بارك تيرايس. تم بناء الفندق المعروف آنذاك باسم فندق كينغزلي بارك عام 1883. خدم الفندق في البداية كنادي سكني لمرتادي السباق المتحمسين، بعد أن تم رفض الترخيص حتى عام 1887. تم بيعه من قبل نادي جوكي إلى مصنع جعة في عام 1888 مع إغلاق مضمار السباق في عام 1904 بعد حادث مميت تورط فيه المتفرجون. حيث تم إغلاق الفندق أيضا. تركه نادي جوكي فارغًا لمدة ثمانية عشر عامًا، وبدأ السكان المحليون في الإشارة إليه باسم «الفيل الابيض» عندما تم رفض الترخيص في البداية. أصبح اسم الفيل الابيض الاسم الرسمي بعد سنوات عديدة. تخيّم الغجر على طول ما كان يُعرف آنذاك باسم طريق الغجر (الآن طريق كينغزلي) حيث توجد حانة «روماني» السابقة باتجاه كينجز ثورب.

### عمليات الإعدام العلنية
من عام 1715 إلى عام 1818، كانت الحديقة تستخدم بشكل متكرر في عمليات الإعدام العلنية. كان مضمار السباق مسرحًا للمئات من الشنق. تم نقل المدانين بعربة إلى المشنقة في مضمار السباق. وقيل إن هذه المسيرات كانت مخيفة وجامحة، بحضور حشود ضخمة.

كان أحد أشهر عمليات الإعدام هو إعدام أربعة أعضاء من عصابة كولورث الذين عملوا لمدة عقدين حتى عام 1787. تم القبض على اثنين من العصابة، ويليام بيتيفر (الاسم المستعار «بيكوفر») وريتشارد لو من قبل الشرطة في نزل في توشيستر. وبحسب ما ورد وصل الاثنان بأكياس قالا إنها تحتوي على طيور لأنها كانت تصارع الديكة، لكن المالك اكتشف أن الأكياس تحتوي على أقنعة وأثواب سيئة السمعة استخدمتها العصابة لإخفاء هويتهم. في النهاية، بعد عملية سطو في بلاكسلي، تم تقديم الزوجين بأوامر تفتيش وعثر رجال الشرطة على ممتلكات مسروقة. اعترفت العصابة بسبعة وأربعين مخالفة وتم شنقهم في منتصف النهار في مضمار نورثهامبتون في 4 أغسطس. حضر 5000 شخص ليشهدوا الشنق حيث قيل إن عصابة كولورث قد أرهبت حتى سكان أكسفورد.
كما كانت الموضة في ذلك الوقت، تم تزويد المدانين بمشروب في آخر نزل في الطريق إلى مضمار السباق. نُفِّذت آخر إعدامات في مضمار السباق يوم الجمعة، 27 مارس 1818 ، وتم إعدام جيمس كوبيت وجورج ويلكين بتهمة تمرير أوراق نقدية مزورة. كالعادة، تجمع حشد كبير لمشاهدة المشهد. 

### القرن ال 20
قبل مطلع القرن العشرين، كانت اجتماعات السباق التي عُقدت تزداد خطورة مما أدى إلى وقوع المزيد من الحوادث المميتة مع الفرسان والمتفرجين بسبب «مسارات مضمار السباق عبر المضمار، والمتفرجين المتجولين، وحدّة الانحناءات». تم تعليق السباق في 31 مارس 1904 قبل أن يتم سحبه بشكل دائم في سبتمبر التالي.
بحلول عام 1912، حول المجلس المنطقة إلى ساحة ترفيهية رياضية. خلال الحرب العالمية الأولى، استخدمت الفرقة الويلزية الحديقة قاعدة عسكرية وأقسام ووحدات الجيش الأخرى. ضمت الفرقة الويلزية 16000 رجل (نصفهم تقريبًا في منازل في المدينة) و 7000 حصان. كانت العربات والمدافع الميدانية متوقفة في مضمار السباق.
حرثت الحديقة في عام 1917، وفي عام 1923 بني ملعب جديد بالإضافة إلى غرف تغيير الملابس ومطعم تم تحويله من موقف الريسكورس القديم ومنازل المحاماة إلى مبنى جايد بافيليون (وهو قائم حتى الوقت الحاضر اليوم) حوالي سنة 1930، حيث يعتبر مبنى تاريخي محمي من الدرجة الثانية.
عند تقاطع فندق الفيل الابيض، تم بناء مأوى ترام في عام 1924 والذي كان سيستخدم لخدمة نظام الترام الكهربائي على طريق كيترينج. ومع ذلك، قيل إن الحافلات الآلية قد تم استخدامها بالفعل في عام 1923 مما جعل المأوى زائداً عن الحاجة.
خلال الحرب العالمية الثانية، تم استخدام الريسكورس مرة أخرى كثكنات. في عام 1941، تحطمت طائرة قاذفة من نوع ستيرلنغ في جولد ستريت في وسط المدينة. انتشر الحطام في طريق جورج لكنه لم يؤثر على كنيسة جميع القديسين. استقر طاقم الطائرة فوق نورثهامبتون وقيل إن الجثة التي تم العثور عليها في الريسكورس هي جثة الطيار. 
عادت الحديقة إلى حالتها الخضراء في وقت ما بين عامي 1942 و1948. مرة أخرى، أصبحت كرة القدم والبولينغ العشبي والكريكيت والرجبي من الأنشطة التي يتم لعبها بشكل شائع في الريسكورس.

### التاريخ الحديث

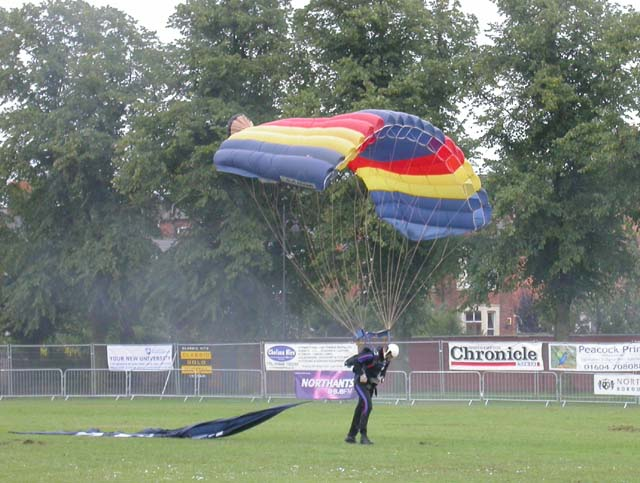
جندي مظلي تابع لسلاح الجو الملكي في مهرجان البالون السنوي السادس عشر

استخدمت الحديقة كمكان للتدفئة لمسابقة يوروفيجن الدولية في عام 1974. من عام 1990 إلى عام 2008، أقيمت في الريسكورس مهرجان منطاد نورثامبتون في كل أغسطس. اجتذب المهرجان عشرات الآلاف من الأشخاص وكان يُنظر إليه على أنه حدث مماثل أقيم على نطاق أوسع في بريستول. نظرًا لضعف الحضور بسبب مزيج من سوء الأحوال الجوية ودخل المهرجان، نقل المجلس المهرجان إلى بيلينغ اكوادروم في عام 2008.
أقام معرض المظلة الذي يقع في مبنى بافيليون كحدث سنوي حتى عام 2017، حيث يضم أكثر من 10 مراحل ونشاطات فنية وفعاليات عائلية مع أكثر من 20000 زائر كل أغسطس.

## الأنشطة الرياضية
لا يزال الريسكورس أحد أشهر الأماكن في نورثامبتون لكرة القدم للهواة والكريكيت واتحاد الرجبي والتنس وباركرون واللياقة البدنية والبولينغ. يستخدم أكثر من عشرين فريقًا لكرة القدم في دوري الأحد الحديقة كمكان لهم في نهاية كل أسبوع من أوائل الخريف إلى أواخر الربيع. تم إعادة تصميم غرف تغيير الملابس لتلبية معايير الاتحاد الإنجليزي 
أنفق مليون جنيه إسترليني في عام 2007 على مرافق غرفة تغيير الملابس الجديدة المجاورة لنهاية طريق كلاوين خلف مبنى بافيليون. قبل ذلك، كان اللاعبون يستخدمون الجناح كغرف لتغيير الملابس، لكن سلسلة من التسريبات ونقص الماء الساخن يعني أنه بحلول عام 2005، كان هناك ما يبرر خطط المرافق الجديدة. استمر الحظ السيئ في إعاقة استخدام المبنى كما في عام 2010، حيث عُثر على بكتيريا ليكنونيلا مما أدى إلى إغلاق غرف تغيير الملابس ثلاث مرات في غضون خمس سنوات. آخر هذه المناسبات كانت في مايو 2012.
بحلول عام 2010، رحب مضمار السباق بتطور آخر شهد قيام المجلس بإنفاق 85000 جنيه إسترليني على مساحة حديقة المغامرات بما في ذلك سلك مضغوط ومجمع إطار التسلق وأرجوحة الأصدقاء المكونة من خمسة أشخاص. تقام لعبة باركرون كل أسبوع وتتكون من جولتين من مضمار السباق.

## الاستخدام اليومي في نورثهامبتون

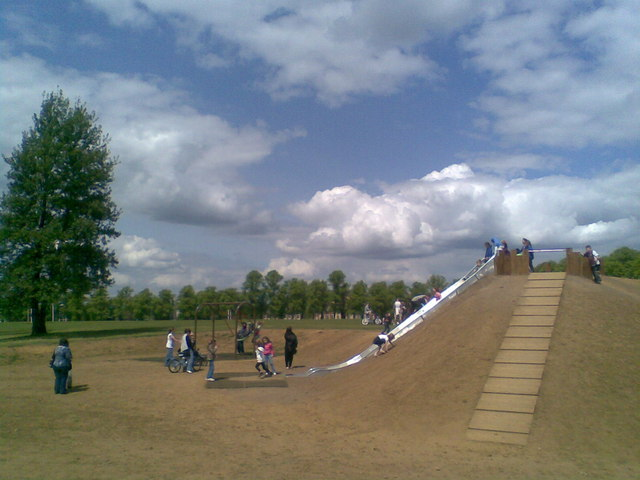
ملعب أطفال في الريسكورس

تشير التقديرات إلى أن الآلاف من الناس يستخدمون المتنزه كل أسبوع، يقع الريسكورس بجوار حرم بارك الجامعي التابع لجامعة نورثهامبتون المعروفة محليًا باسم أفينيو كامبوس ويستخدمه الطلاب بانتظام.
يقع مقهى امبريلا فير ومطعم ذا ميدايفلز في مبنى بافيليون المُدرج. يقع موقف السيارات بجوار المبنى والمرحاض العام بالداخل. توجد ملاعب وملعب لكرة السلة وملعب بولينج في الجوار.

## الجريمة
غالبًا ما يتم إلقاء اللوم على الريسكورس بسبب قربه من وسط المدينة من قبل السلطات، وقد اجتذب سمعة كمنطقة بها مستويات عالية من الجريمة.
تعرضت رايان ماكوين كينغ في 22 يونيو 1997 البالغة من العمر 22 عامًا للاعتداء الجنسي وقتل في المتنزة حول ملاعب كرة السلة في الريسكورس بعد أن عادت ليلًا من حانة قريبة. قاتلها ريموند إليس، عاطل عن العمل، سُجن لاحقًا.
احتل المتنزة بانتظام أخبار الصفحة الأولى في عام 2006 محليًا بسبب مستوياتها العالية من السرقات والاعتداءات ليلًا ونهارًا، مما أدى إلى إنشاء تجمع اصدقاء الريسكورس في نورثامتون من قبل صحيفة نورثهامبتون كرونيكل آند إيكو. ادى التجمع في استعادة الريسكورس من المجرمين، حيث اكتسبت حملتها في النهاية الاحترام من صحيفة وطنية واسعة وهي الغارديان. تواصل المجموعة دعم تراث المنتزه وصورته.